# 肉类加工业

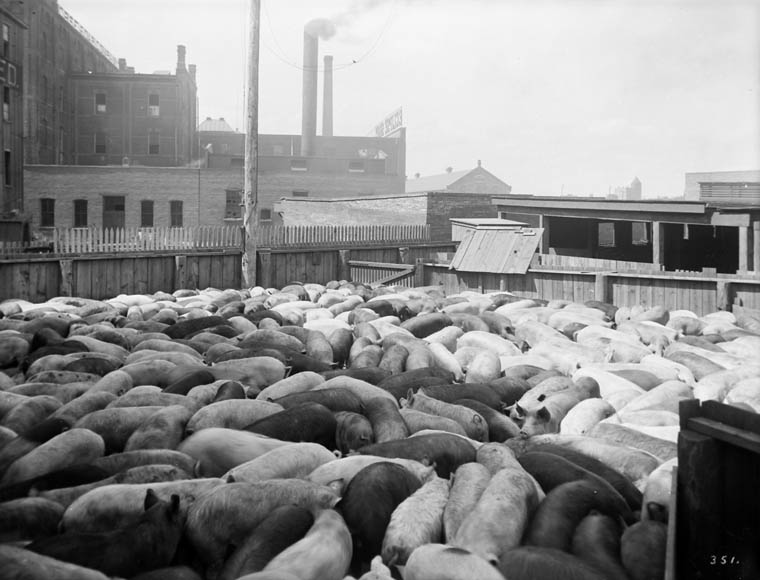
1920年左右的威廉戴维斯公司，设施在加拿大安大略省多伦多。这个工厂当时是北美第三大生猪加工工厂。

肉类加工业是指对牛、猪、羊等牲畜进行屠宰、加工、包装和分销的产业，但是家禽一般不被包括在内。肉类加工业存在的主要目是为了向人类提供肉食，同时也产生各种副产品，包括兽皮、羽毛、干血，以及通过加工过程产生的脂肪（如牛脂）和蛋白质营养品（如肉骨粉）。
在美国和其他一些国家，进行肉类加工的设施被称为屠宰场、包装屋或肉类加工工厂。在大多数产品出口的新西兰，它被称为冷冻工厂。屠宰场是屠宰动物作为食物的地方。

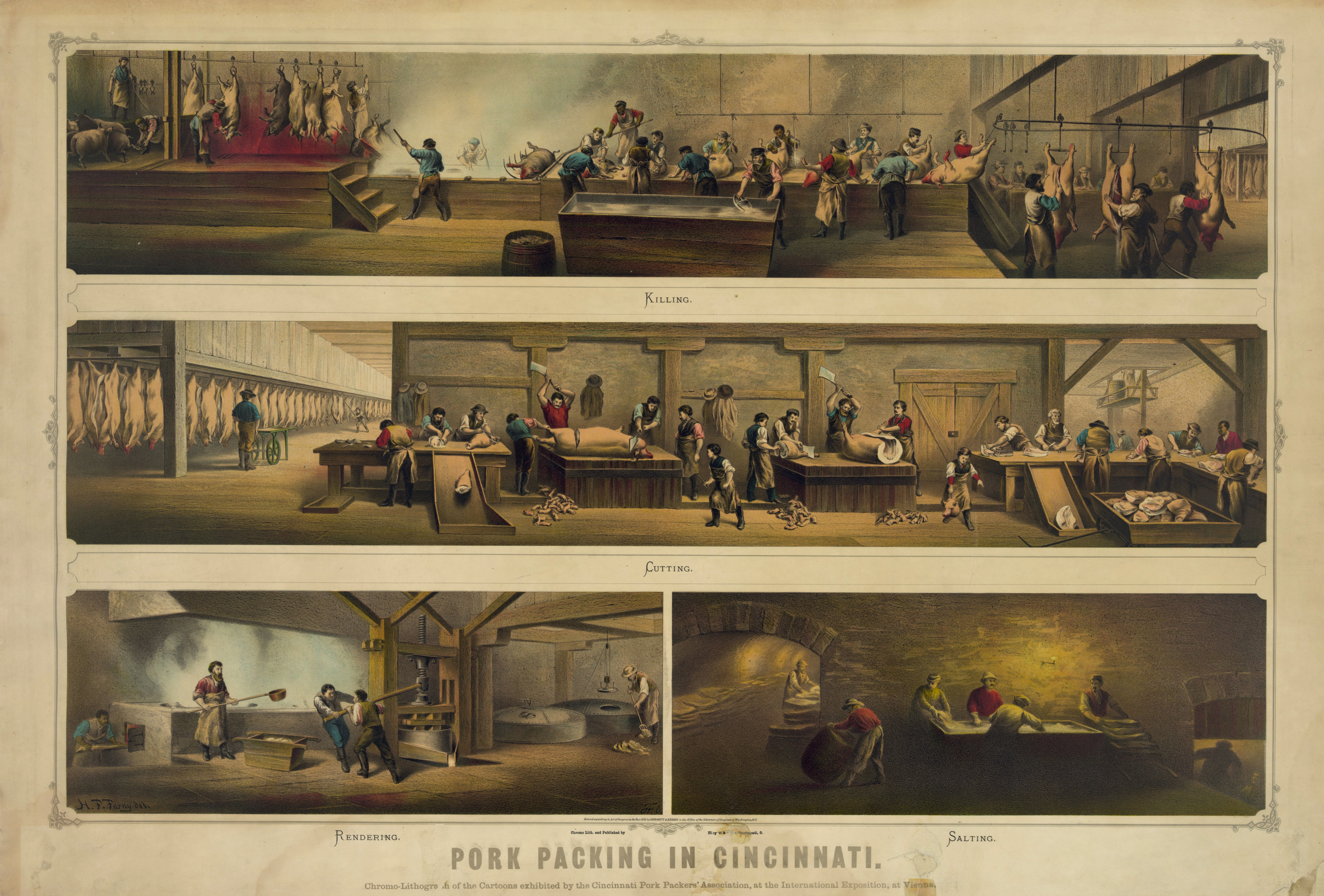
辛辛那提的猪肉加工（1873年）

肉类加工工业随着铁路的建设和冷藏肉类保存方法的发展而发展。铁路使货物运输到加工中心和产品运输成为可能。

## 历史

### 美国

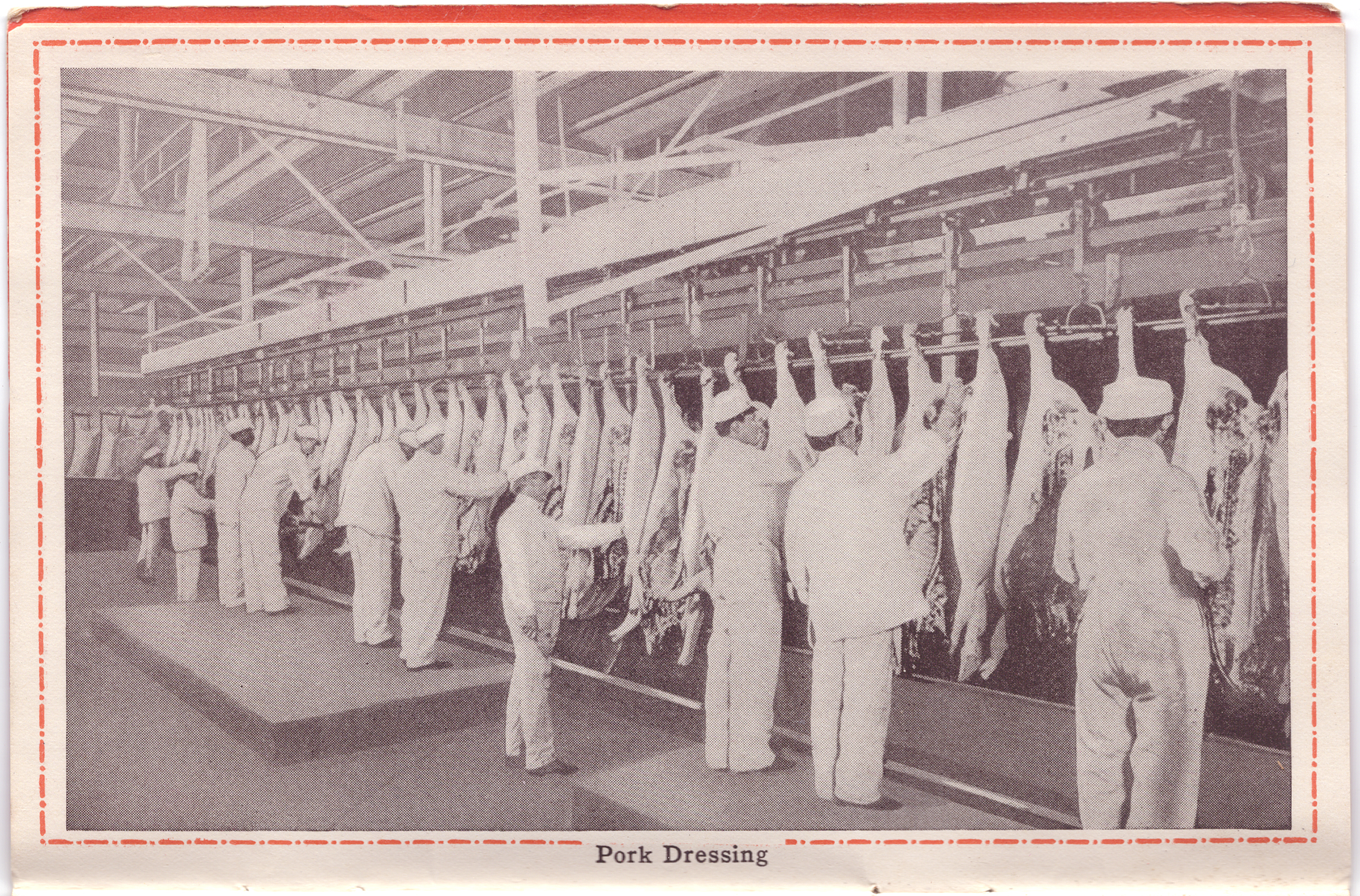
德克萨斯州的猪肉酱明信片，没有注明日期

在内战之前，肉类工业是本地化的，附近的农民为当地的肉贩提供牛肉和生猪，以供应当地市场。在战争期间，大量的军队合同吸引了那些有着建立更大市场愿景的企业家。在1865-1873年间，有五个因素导致了该行业的国有化:
- 城市的快速发展为鲜肉提供了一个利润丰厚的新市场。
- 大型牧场的出现，铁路、冷藏和创业技能的作用。
- 大范围放牧的牛从德克萨斯向北迁移到大平原。
- 在堪萨斯州，牛仔把大量的牛赶到了火车站，在那里，运牛火车把活的牛带到了东部地区。
- 堪萨斯州的阿比林成为铁路的主要枢纽，每年运送35,000头牛，主要运往堪萨斯城、密尔沃基和芝加哥。

在密尔沃基，来自纽约的雄心勃勃的企业家菲利普·阿默尔与雅各布·普莱克敏顿合作建造了一个服务于中西部北部地区的高效饲育场。阿默尔在战争期间通过与军队签订合同发了财。1865年，芝加哥在市中心以南345英亩的沼泽地上建起了著名的联合牲畜围场。装甲公司开设了芝加哥工厂，另一家战时承包商纳尔逊•莫里斯也是如此。供水和铁路服务良好的辛辛那提和布法罗也开设了牲畜饲养场。也许最有活力的企业家是古斯塔夫斯·富兰克林·斯威夫特，这位1875年从波士顿搬到芝加哥的美国人，专门从事向东部城市运送冷藏肉类的长途运输。
1881年，一辆实用的冷藏(冰冷)火车被引进。这使得运输重量只有活体动物40%的牛和猪尸体成为可能;由铁路服务的整个全国市场得以开放，使用冷藏船的跨大西洋市场也得以开放。斯威夫特发展了一个综合网络，包括牛的采购、屠宰、肉类加工和运输到市场。在那个时候，牛要被赶很远的距离到铁路运输点，这使得牛的体重下降了很多。斯威夫特发展了一个大的业务，随着几个竞争对手的进入，其规模不断扩大。
1906年的《纯净食品和药品法案》是一系列立法中的第一个，这些立法导致了美国食品药品监督管理局的成立。同年通过的另一项类似法案是《联邦肉类检验法》。新的法律帮助了大型加工商，却伤害了缺乏规模经济效益和质量控制的小型企业。
历史学家威廉·克罗农总结道:
由于芝加哥的加工工人，怀俄明州的牧场主和爱荷华州的饲养场场主为他们的牲畜找到了一个可靠的市场，平均来说，他们在那里出售的牲畜能拿到更好的价格。与此同时，出于同样的原因，各个阶层的美国人发现他们餐桌上的肉种类更多、质量更好，平均价格比以往任何时候都低。从这个角度来看，加工商的“严格的经济体系”确实是一件好事。

#### 劳工问题
在19世纪早期，在其他工人(通常也包括移民或早期后裔)的劳工行动中，他们使用最新的移民作为罢工破坏者。厄普顿·辛克莱的小说《屠场》于1906年出版，书中描写了美国，特别是芝加哥，肉类加工厂恶劣的工作条件和不卫生的做法，震惊了公众。
和20世纪早期的许多行业一样，肉类加工工厂过度工作，未能保持足够的安全措施，并积极反对工会组织。公众对美国国会的压力促使《肉类检验法》和《纯净食品与药品法》在1906年同一天通过，以确保更好地监管肉类加工行业。在《肉类检验法》和《纯净食品和药品法》颁布之前，工人们暴露在危险的化学品、锋利的机械和可怕的伤害之下。
在20世纪20年代和30年代早期，工人们在产业工会联合会的美国工人联合食品加工厂的领导下实现了工会化。一个跨种族的委员会在芝加哥和其他大城市领导了这次活动。在芝加哥，该行业的大多数工人是黑人，在内布拉斯加州的奥马哈，他们是该行业中重要的少数族裔。工人联合食品加工厂的工人在工资、工作时间和福利方面取得了重大进展。1957年，畜牧场和肉类加工行业雇佣了奥马哈市一半的工人。该联盟支持一项进步议程，包括20世纪60年代的民权运动。尽管工作仍然很困难，但在几十年的时间里，工人们都以它为基础过上了蓝领、中产阶级的生活。
尽管自20世纪初以来，肉类加工业取得了许多进步，但自20世纪末以来，该行业的广泛变化导致了新的劳工问题的出现。如今，肉类加工业的伤残率是私营行业总体伤残率的三倍，而肉类加工业被人权观察组织称为“美国最危险的工厂工作”。肉类加工业继续雇用许多移民劳工，包括一些非法移民。在20世纪早期，工人是来自东欧和南欧的移民，以及来自南方的黑人移民。今天，许多人是来自墨西哥、中美洲和南美洲的西班牙裔。许多人来自秘鲁，形成了一个庞大的秘鲁社区。工厂所在的偏远地区，由于工人组织和寻求工伤赔偿的能力有限，使他们面临更大的风险。

#### 地理位置上的变化
1945年之后，该行业关闭了芝加哥等大城市的畜牧场，并将业务转移到靠近牧牛场的小城镇，尤其是在爱荷华州、内布拉斯加州和科罗拉多州。从历史上看，除了辛辛那提、芝加哥和奥马哈，其他主要的肉类加工城市是明尼苏达州的南圣保罗;伊利诺斯州的东圣路易斯;迪比克,爱荷华州;密苏里州堪萨斯城;明尼苏达州奥斯汀市;南达科他州的苏福尔斯;以及爱荷华州的苏城。

#### 从铁路到卡车
由于运输方式从铁路转向了卡车，本世纪中叶的牲畜饲养场、屠宰场和肉类加工行业的重组导致了将设施迁往更靠近牛饲养场和猪生产设施的农村地区。在这样的地方，劳工很难组织起来。此外，由于技术和其他方面的变化，就业人数急剧下降。工资在20世纪后半叶下降，最终，芝加哥(1971年)和奥马哈(1999年)都关闭了他们的牲畜饲养场。劳动力越来越依赖于从墨西哥来的新移民。

### 阿根廷
阿根廷有足够的自然资源和人力资源来建立世界级的肉类加工工业。然而，它在进入欧洲市场方面的成功受到了其肉类生产质量控制的限制，以及冻肉与美国和澳大利亚出口的冷鲜肉相比普遍低劣。到了1900年，阿根廷政府鼓励对该行业投资以提高质量。英国人主宰了世界航运业，开始为他们的船只装配冷空气集装箱，并建造新的冷藏蒸汽船。当阿根廷工业最终获得英国市场的一大块份额时，口蹄疫和贸易限制限制了它对欧洲大陆的渗透。

### 中国
20世纪末，中国的肉类从一种次要的特产商品变成了食品供应中的主要因素，这要归功于品味高档、财力雄厚的中产阶级的迅速崛起。这是一个从仅能向城市居民提供少量肉类供应的国家向世界最大肉类生产国的转变;这是一场从大城市的少数几家加工工厂到遍布全国的数千家现代肉类包装和加工厂的转变，与此同时，消费能力强的中产阶级迅速增长。

## 对肉类加工商的负面影响
美国屠宰场的工人受重伤的几率是普通美国工人的三倍。据全国公共广播电台报道，猪和牛屠宰场的工人患重复性劳损的可能性是平均水平的近7倍。根据卫报报道，在美国，平均每周有两起屠宰场工人被截肢的事件。在美国最大的肉类生产商泰森食品公司，平均每个月都会有一名员工受伤或截肢。据英国新闻调查局报道，在过去的6年里，英国有78名屠宰工人失去了手指、部分手指或四肢，800多名工人严重受伤，至少4500人在发生事故后不得不请3天以上的假。在意大利《食品安全杂志》2018年发表的一项研究中，屠宰场的工作人员应当被要求佩戴护耳器，以保护自己的听力，以免受到被屠宰动物持续不断的叫声的伤害。《职业与环境医学杂志》2004年发表的一项研究发现，新西兰肉类加工业的工人“因各种原因、各种癌症和肺癌而死亡的风险过高”。
|                     | 比身体上的危险更糟糕的是情感上的损失。你在棍子坑里(猪被杀的地方)工作了一段时间——让我们(原文如此)你杀了东西却不让你在意。也许你会看着一只和你一起在血坑里走来走去的猪的眼睛，然后想，‘天哪，这真是个不错的动物。“你可能想爱抚一下它。躺在地板上的猪会像小狗一样蹭我。两分钟后，我不得不杀了他们——用棍棒把它们打死。我可以不在乎。 |
| ——Gail A. Eisnitz， | |

屠宰动物、饲养或运送动物以供屠宰的行为，可能给有关人员造成心理压力或创伤。2016年《组织》杂志的一项研究表明，“对44种职业的10605名丹麦工人的数据进行回归分析表明，屠宰场工人的身心健康水平始终较低，消极应对行为的发生率也较高。”Anna Dorovskikh在她提交给科罗拉多大学并获得批准的论文中指出，屠宰场的工人“面临着犯罪诱发的创伤性应激的风险，这是创伤后应激障碍的一种形式，其结果是相关对象患有创伤后应激障碍是造成创伤性情境的一个因果参与者”。犯罪学家艾米·菲茨杰拉德在2009年的一项研究中指出，“与其他行业相比，屠宰场的就业增加了总体逮捕率，包括暴力犯罪、强奸和其他性犯罪的逮捕率。”《创伤后应激障碍》杂志的作者解释说:“这些雇员受雇杀死动物，比如猪和牛，它们基本上都是温和的动物。要做到这一点，工作人员必须断开他们正在做的事情和站在他们面前的生物之间的联系。这种情绪失调会导致诸如家庭暴力、社交退缩、焦虑、吸毒和酗酒以及创伤后应激障碍等后果。”
美国的屠宰场通常非法雇佣和剥削未成年工人和非法移民。2010年，人权观察组织将美国屠宰场的工作描述为人权犯罪。美国乐施会的一份报告显示，屠宰场的工人不允许休息，经常被要求穿尿布，工资也低于最低工资。